# Sphagnum fontanum
Sphagnum fontanum är en bladmossart som beskrevs av C. Müller in Warnstorf 1891. Sphagnum fontanum ingår i släktet vitmossor, och familjen Sphagnaceae. Inga underarter finns listade i Catalogue of Life.